# Eduardo De Filippo
Eduardo De Filippo, född 24 maj 1900 i Neapel, död 31 oktober 1984 i Rom, var en italiensk dramatiker, filmregissör, skådespelare och poet. Han var en av 1900-talets mest kända personer i Italien, mycket produktiv och i flera avseenden banbrytande. Hans stil kan beskrivas som ett slags intellektuell folklighet med ett starkt inslag av socialt engagemang. De Filippo skrev underhållande och komiska pjäser om förhållanden och händelser som egentligen inte var roliga utan ofta tvärtom djupt tragiska. För sina konstnärliga insatser och betydande bidrag till Italiens kultur utsågs han 1981 till senator på livstid.

## Biografi
Eduardo De Filippo föddes i stadsdelen Chiaia i Neapel som utomäktenskaplig son till skådespelaren Eduardo Scarpetta och teatersömmerskan Luisa De Filippo, som var brorsdotter till Scarpettas hustru Rosa De Filippo. Under det långvariga förhållandet föddes även två helsyskon till De Filippo, Titina och Peppino, vilka också blev kända skådespelare och artister. Dessutom hade De Filippo två halvsyskon, födda i nämnda äktenskap, och en adopterad syster samt ytterligare några halvsyskon som resultat av faderns affärer med andra kvinnor. De Filippos 23 år äldre halvbror Vincenzo Scarpetta kom att få stor betydelse för hans tidiga teaterkarriär.

### Teaterscenen
Redan innan han kom i tonåren hade De Filippo börjat skriva poesi samtidigt som han försökte få små roller i olika kringresande teatersällskap. I detta tidiga skede av sin karriär använde De Filippo ibland pseudonymerna Tricot och Mario Molise. Efter ett par lyckade föreställningar blev han 1914 anställd av sin halvbror Vincenzo som redan hade systern Titina på avlöningslistan och tre år senare även anställde Peppino som var yngst av de nu tillsammans arbetande syskonen. De Filippo mognade snabbt och utvecklade ambitioner på eget författande utöver de små dikter han tidigare skrivit. Sin första pjäs, en enaktare, skrev han 1920 och den följdes snabbt av flera farser. Han debuterade som teaterregissör 1922. Efter några framgångsrika år startade han 1927  tillsammans med sina syskon och Michele Galdieri ett nytt teatersällskap, Compagnia Galdieri-De Filippo. Det var samtidigt ett experiment, ett försök att starta ett kooperativt teatersällskap, utan förhandsfinansiering och utan en professionell teaterproducent.
Efter några år, 1931, hade syskonen fått ihop tillräckligt med pengar för att kunna starta ett helt eget teatersällskap som fick namnet Teatro Umoristico I De Filippo. På juldagen samma år var det premiär för De Filippos mest kända (tack vare tv-versioner 1962 och 1977) pjäs Natale in casa Cupiello på Teatro Kursaal i Neapel. Ungefär samtidigt med bildandet av det nya teatersällskapet började De Filippo arbeta med film, inledningsvis som skådespelare. Han började också göra planer på att "erövra Italien" genom att utveckla föreställningarna så att de blev mindre provinsiella. Dittills hade syskonen nästan uteslutande arbetat i Neapel och talat napolitanska på scenen, allt i faderns anda så att säga. De Filippo etablerade som ett, delvis improviserat, led i sin plan kontakt med nobelpristagaren i litteratur (1934) Luigi Pirandello och fick tillåtelse att göra en napolitansk version av Pirandellos komedi Il berretto a sonagli som ursprungligen var skriven på sicilianska. Den napolitanska versionen hade premiär 1936. Medan arbetet att iscensätta den pågick skrev De Filippo tillsammans med Pirandello en ny komedi, L'abito nuovo, som skrevs både på napolitanska och italienska. När den fick sin premiär 1 april 1937, hade medförfattaren Pirandello redan gått ur tiden (i december 1936). Det långsamma distanserandet från faderns dialektala komeditradition och De Filippos planer på att utöka andelen bearbetningar av andras pjäser i repertoaren utan att helt överge den napolitanska referensramen ledde till slitningar mellan honom och brodern Peppino. Den senare var för en mer radikal brytning med faderns tradition. Samarbetet fortsatte trots det fram till 1944 då den slutliga brytningen mellan bröderna var ett faktum. Peppino lämnade teatersällskapet som bytte namn till Il Teatro di Eduardo. Fyra år senare fick sällskapet en egen scen då Eduardo köpte den anrika Neapel-teatern Teatro San Ferdinando. Det var efter brytningen med brodern som De Filippo skrev flertalet av de pjäser som sedermera blev långfilmer, nämligen Napoli milionaria!, Questi fantasmi!, Filumena Marturano och Il sindaco del rione Sanità. Under 1950-talet satsade De Filippo mera på långfilm än teater. Han skrev visserligen sju pjäser under det årtiondet men medverkade under samma tidsperiod i 24 långfilmer som regissör och/eller skådespelare. Under 50-talet gjorde De Filippo också sina första framträdanden i televisionen och när han på 1960-talet lämnade långfilmen för att åter sätta upp pjäser blev det nästan enbart i form av TV-teater.

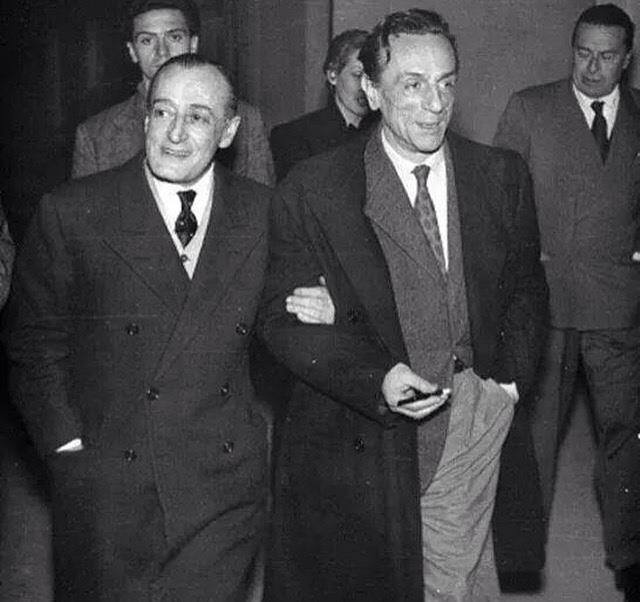
Neapels största dramatiker och populäraste komiker i samma bild: Eduardo De Filippo (till höger) och Totò

### Filmen
De Filippo debuterade som filmskådespelare 1932 i Mario Bonnards film Tre uomini in frak och som regissör 1939 med komedin In campagna è caduta una stella vars manus han skrev tillsammans med brodern Peppino som var filmens producent. De Filippo kom att regissera ett tiotal filmer, av vilka kan nämnas Napoli milionaria (1950), som visades på filmfestivalen i Cannes 1951 och gjorde De Filippo känd även utanför Italien. Sin största internationella succé inom filmen gjorde De Filippo när Vittorio De Sica valde att göra film av hans komedi Filumena Marturano efter att ha sett De Filippos tv-version av pjäsen. De Filippo hade själv gjort en långfilmsversion av pjäsen redan 1951. De Sicas version, som fick titeln Giftas på italienska (Matrimonio all'italiana), nominerades till en Oscar för bästa utländska film 1966. I sina egna filmer kombinerade De Filippo med framgång den italienska neorealismens bildspråk med den napolitanska komeditraditionen. Resultatet blev ofta en film som var mörkare och mer pessimistisk än hans pjäser. De Filippo utnyttjade filmmediet för samhällskritik i mycket högre grad än teatern. Napoli milionaria är ett bra exempel på detta. Flera av personerna i filmen råkar mer illa ut i den än i pjäsen och regissören har också lagt till nya samhällskritiska episoder och karaktärer som helt saknas i pjäsen. De Filippos ambition med filmerna var enligt honom själv att visa hela sanningen om Neapel, även den misär som många av dess invånare dagligen tvingades vakna till.

### Privatlivet
De Filippo gifte sig 1928 med amerikanskan Dorothy Pennington från Philadelphia som var protestant. Hennes familj motsatte sig äktenskapet som upplöstes genom domstolsbeslut 1955 då paret sedan länge separerat. Han ingick därefter 1956 borgerligt äktenskap med skådespelerskan Thea Prandi som han redan före äktenskapet hade två barn med, sonen Luca (född 1948) och dottern Luisella (född 1949). Paret separerade 1959 och tog ut skilsmässa 1960. Samma år dog deras dotter Luisella, troligen av en hjärnblödning. De Filippo gifte sig för tredje gången 1977 med författaren och översättaren (engelska-italienska) Isabella Quarantotti.

## Teaterstycken (i urval)
- Natale in casa Cupiello 1931
- Napoli milionaria! 1945
- Questi fantasmi! 1946
- Filumena Marturano 1947
- Le bugie con le gambe lunghe 1948
- Il sindaco del rione Sanità 1960
- Gli esami non finiscono mai 1973
- Le grande magia 1977

## Filmer (i urval)

### Som regissör och skådespelare
- In campagna è caduta una stella *1939)
- Ti conosco, mascherina! (1943)
- Napoli milionaria (1950)
- Ragazze da marito (1952)
- Napoletani a Milano (1953)
- Questi fantasmi (1954)
- Fortunella (1958)
- Sogno di una notte di mezza sbornia (1959)
- I huvet på en äkta blondin (1965) [endast regi och manus]

### Som skådespelare
- Tre uomini in frak 1933
- Sono stato io! 1937
- Non ti pago! (1942)
- La vita ricomincia (1945)
- Assunta Spina 1948
- Neapels guld (1954)
- Il giorno più corto (1963)